# Давид III ап Грифид
Давид ап Грифид (валл. Dafydd ap Gruffydd; ум. 3 октября 1283) — третий сын Грифида, сына Лливелина.

## Ранние годы
Давид упоминается в 1241 году, когда, по соглашению между Давидом и Генрихом, его и его брата Родри. В следующий раз Давид упоминается 1252 году, а затем и в 1253 году, когда он принес клятву верности королю Генриху III.
В 1255 году Генрих III решил натравить братьев друг на друга, сделав Давида королём Гвинеда. Давид был поддержан Оуайном. В июне того же года Оуайн и Давид потерпели поражение от своего брата Лливелина, в битве при Брин Деруин. Оуайн и Давид попали в плен. Но в 1256 году Давид был выпущен на свободу, а Оуайн остался гнить в тюрьме. В 1263 году Давид вступил в сговор с Генрихом, против Лливелина. В 1267 году Генрих признал Давида в качестве принца Уэльского.
В 1274 году он вступил в сговор теперь уже с королём Эдуардом и с Грифидом ап Гвенвинвином, правителем Южного Поуиса, и его сыном Оуайном, намереваясь убить Лливелина. Предполагалось, что отряд Оуайна совершит нападение на Лливелина 2 февраля, однако их задержала снежная буря, и замысел провалился. Лливелин узнал о заговоре позже, когда Оуайн признался в нём на исповеди епископу Бангора. По его словам, предполагалось сделать Давида правителем Гвинеда в обмен на земли, которые он отдал бы Грифиду. Грифид и Давид бежали в Англию, где король оказывал им поддержку в их набегах на владения Лливелина, что, конечно, лишь ещё больше укрепляло его в мысли, что деятельность против него координируется королём.
В 1277 году Давид находится в составе армии Эдуарда Длинноногого при вторжении в Уэльс. В тот момент большинство валлийских вассалов Лливелина, предали Лливелина. Вскоре был подписан договор в Аберконуи. Согласно этому договору, Лливелин вновь получал под свою власть один лишь Верхний Гвинед, а часть Нижнего Гвинеда была отдана Давиду, с тем условием, что если Лливелин умрёт бездетным, Давиду отойдёт часть Верхнего Гвинеда. Тогда же Лливелин и Давид примирились.
В 1281 году Давид взял штурмом замок Хауарден, уничтожил весь гарнизон, за исключением Роджера де Клиффорда, владельца замка, и Пэйна де Гамажа; обоих он пленил.

## Война 1282 года
К началу 1282 года многие мелкие правители, поддержавшие Эдуарда против Лливелина с 1277 года, окончательно разочаровались в королевской власти, так как подвергались постоянному вымогательству со стороны англичан. В Вербное воскресенье того же года Давид напал на занятый англичанами Харденский замок и осадил Ридлан. Восстание быстро распространилось на другие части Уэльса: были захвачены замок Аберистуита (его восставшие сожгли) и замок Каррег Кеннен (в Истрад-Тиви, ныне Кармартеншир).
Теперь Давид стал поддерживать Лливелина в войне против Эдуарда, который уже находился в Уэльсе со своей армией. Войска Эдуарда захватили Нижний Гвинед и Англси, хотя им не удалось переправиться через Менай. Архиепископ Кентерберийский попытался выступить в роли посредника: Лливелину предложили крупное владение в Англии в обмен на власть в Уэльсе, а Давид должен был отправиться в крестовый поход и не возвращаться без королевского разрешения. Ответ Лливелина, который иногда сравнивают с Арбротской декларацией, был весьма эмоциональным: он отказался оставить народ, который его предки защищали «с дней Камбера, сына Брута».
Лливелин оставил Давида во главе обороны Гвинеда и отправился со своей армией на юг, чтобы поднять восстание в Среднем и Южном Уэльсе и открыть второй фронт. Возле Билт-Уэллс он был убит, будучи отрезан от своей армии. Предполагается что убийцами были Лорды Валлийской марки, а также правители Южного Поуиса — Грифид и его сын Оуайн, хотя также нужно иметь в виду что к этому моменту уже находился на свободе старший брат Лливелина и Давида — Оуайн. Лливелину отрубили голову и отослали в Лондон.

## Принц Уэльса
Давид был признан валлийцами Принцем Уэльса, к этому моменту его старший брат Оуайн, видимо, был уже мёртв.
В январе 1283 года Эдуард I уже контролировал большую часть Уэльса. Давид не собирался сдаваться и готовился к продолжению войны за независимость. Давид был поддержан Грифидом из Поуиса-Вадога, Кинаном и Грифидом, сыновьями Маредида ап Оуайна, который был внуком Грифида, и Рисом Йеанком, который был внуком или правнуком Майлгуна. В условиях ограниченности ресурсов, рабочей силы и оборудования, доступного прохода к Долуидделану, замок стал более беззащитен и Давид перебрался в замок Бере. В апреле 1283 года Бере был осажден более 3000 воинами, под командованием Кинфрига ап Мадога. 25 апреля замок был захвачен. Давид бежал на север, в замок Долбадарн (долина Пэрис, у подножия Сноудона). В мае 1283 он вновь был вынужден переехать, на этот раз в горы над жилищем валлийских королей в Аберуингрегине.
Те, кто выжил, бежали в недоступные убежища в Сноудонии и Дэвид с несколькими последователями скрывался в течение нескольких месяцев в разных местах, где страдали они от голода и холода. В конце концов он отступил к болотам Нанхисглэйна, недалеко от горы Бера около четырех миль выше Абер с женой двумя сыновьями и семью дочерями. Его место отступление было известно Эйниону, епископу Бангорскому, и Гронуи ап Давиду, которые подло предали его

22 июня Давид и его младший сын Оуайн были захвачены именно в Нанхисглэйне. Давид был тяжело ранен в борьбе с англичанами и все-таки был схвачен, а затем был доставлен в лагерь короля Эдуарда в Рудлане в ту же ночь. Давид был взят и перевезён в Честер, а затем переправлен в Шрусбери. Жена Давида, Элизабет де Феррес, их семь дочерей, и их племянница, Гвенллиан, дочь Лливелина Последнего, были взяты в плен в то же время. Были ли они с Давидом или Оуайном на Бера, неизвестно, но это маловероятно.
28 июня и Лливелин попал в плен. Эдуард торжественно провозгласил, что последний из «предательской линии», князья «непокорной нации», теперь в его руках. Валлийское сопротивления временно подошло к концу. 28 июня Эдуард призвал парламент, чтобы встретиться в Шрусбери для обсуждения судьбы Давида.
30 сентября Давид ап Грифид, принц Уэльский, наследник трона Гвинеда, был приговорён к смертной казни. Он стал первым известным на сегодняшний день человеком, который был осуждён и казнён за то, что с этого времени можно охарактеризовать как государственную измену по отношению к королю. Эдвард утвердил, что смерть Давида должна быть медленной и мучительной, и тот стал первым дворянином в истории человечества, казнённым через повешение, потрошение и четвертование. Давида протащили по улицам Шрусбери привязанным к хвосту лошади, растянули на дыбе, повесили, не давая при этом задохнуться, выпотрошили его тело, сожгли его внутренности на костре за «святотатственное совершение своих преступлений в неделю Страстей Христовых», а затем его тело было разрублено на части «за умысел королевской смерти». Джеффри Шрусбери было выплачено 20 шиллингов за выполнение этой ужасной задачи. Казнь прошла 3 октября 1283 года (хотя некоторые источники дают дату 2 октября).
Дочь Давида, Гуладис, как и её двоюродная сестра Гвенллиан, была отправлена в монастырь в Линкольншире — Гвенллиан в Семпрингеме, а Гуладис в Сиксхиллс, где она умерла в 1336 году. Сыновья Давида, Лливелин и Оуайн, были заключены в Бристольском замке; Лливелин умер в замке при загадочных обстоятельствах в 1287 или 1288, в то время как Оуайн в последний раз упоминается в 1325 году.

## Семья
Давид был женат на Элизабет Феррерс, которая была дочерью Уильяма де Феррерса, 5-го графа Дерби. У них были дети:
- Лливелин ап Давид
- Оуайн ап Давид
- Гуладис верх Давид
- и ещё 6 дочерей

Также у Давида был незаконнорождённый сын Давид Рыжий, от любовницы Тангуистл верх Оуайн